# Лорен Вільямс
Лорен Вільямс (англ. Lauren Williams; нар. 25 лютого 1999) — британська тхеквондистка, срібна призерка Олімпійських ігор 2020 року, чемпіонка Європи.

## Виступи на Олімпіадах
| Олімпіада  | Дисципліна | Місце |
| ---------- | ---------- | ----- |
| Токіо 2020 | до 67 кг   | 2     |

## Зовнішні посилання
- Лорен Вільямс [Архівовано 11 жовтня 2020 у Wayback Machine.] на сайті taekwondodata.com.

1. 1 2 3 4  https://olympics.com/tokyo-2020/olympic-games/en/results/taekwondo/athlete-profile-n1440126-williams-lauren.htm
2. ↑  http://www.taekwondodata.com/lauren-williams.al1h.html